# Яшар, Али
Али Яшар (фр. Ali Yaşar; 8 марта 1995 года, Льеж, Бельгия) — бельгийский футболист, левый защитник турецкого клуба «Истанбулспор».

## Клубная карьера
Воспитанник клуба «Стандард» из Льежа. В 2014 году подписал профессиональный контракт с клубом. За «красных» дебютировал 2 августа 2014 года в гостевом матче Лиги Жюпилер с «Кортрейком», выйдя в стартовом составе и уступив место на поле Йелле Ван Дамме после перерыва. Но эта игра оказалась для него единственной за клуб.
Зимой 2016 года перешёл в «Роду» из Керкраде. За клуб так и не дебютировал, проведя полтора сезона в дубле. В составе второй команды отыграл 16 матчей, дважды появившись на поле с капитанской повязкой, и дважды поразил ворота противника.
25 июля 2017 года имевший турецкие корни футболист на правах свободного агента перешёл в клуб Второй лиги «Анадолу Сельджукспор». За клуб дебютировал 26 августа в домашнем матче с «Пендикспором», выйдя в стартовом составе и ассистировав на первый гол своей команды (матч закончился со счётом 3:1). Первый гол за клуб забил 19 сентября в дебютном матче Кубка Турции в гостях у «Анадолу Багчилара», открыв счёт на 93-й добавленной минуте и принеся своей команде победу (матч закончился со счётом 0:1). Первый гол в чемпионате забил 18 ноября в гостевом матче с «Силивриспором», сравняв счёт на 83-й минуте (матч закончился со счётом 1:2).. Всего за клуб провёл 33 матча, забив четыре гола и отдав четыре голевые передачи.
20 июля 2018 года на правах свободного агента перешёл в главный клуб Коньи, выступающий в Суперлиге. За клуб дебютировал лишь по возвращении из аренды в «Алтынорду» 18 августа 2019 года в домашнем матче с «Анкарагюджю», заменив на 79-й минуте Дени Милошевича. За хорошо проведённый матч удостоился похвалы от Айкута Коджамана. Впервые в старте за клуб вышел 29 октября в гостевом матче Кубка Турции с «Эюпспором». Всего за «Коньяспор» провёл 4 матча, не отличившись результативными действиями. Тем не менее, Яшар был важным человеком в раздевалке: так, в том числе благодаря бельгийцу, довольно быстро в клубе адаптировался Фарук Мия, бывший сотоварищ Яшара по «Стандарду».
9 августа 2018 года отправился в первую аренду в клуб Первой лиги «Алтынорду». За клуб дебютировал 27 августа в гостевом матче с «Карабюкспором», выйдя на замену на 75-й минуте. Впервые в стартовом составе вышел 2 сентября в домашнем матче с «Денизлиспором». Всего в том сезоне провёл 11 матчей, не отличившись результативными действиями.
Во вторую аренду в «Алтынорду» отправился 10 января 2020 года. Дебютировал в том сезоне 18 января в домашнем матче с «Хатайспором», выйдя на замену на 65-й минуте. Впервые в стартовом составе вышел 2 февраля в домашнем матче с «Акхисарспором», ассистировав на оба гола своей команды (матч закончился со счётом 2:0). Всего в том сезоне также провёл 11 матчей, отдав три голевые передачи.
25 августа 2020 года клуб Первой лиги «Истанбулспор» объявил о подписании с футболистом пятилетнего контракта. За клуб дебютировал 20 сентября в домашнем матче с «Алтаем», выйдя в стартовом составе. Первым результативным действием отличился 26 сентября в гостевом матче с «Умраниеспором», подав со штрафного на Онура Эргюна, забившего головой победный гол (матч закончился со счётом 1:3). Первый гол за клуб забил 30 декабря в домашнем матче с «Аданой Демирспором», забив победный гол своей команды (матч закончился со счётом 3:1). Проведя за клуб 66 матчей в Первой лиге, Яшар трижды поразил ворота соперника сам и шесть раз помог сделать это сотоварищам и заработал с клуб выход в Суперлигу впервые за 17 лет. В Суперлиге за клуб дебютировал 5 августа в домашнем матче с «Трабзонспором», выйдя в стартовом составе. 17 сентября в домашнем матче с «Бешикташем» вышел в стартовом составе и забил гол со штрафного удара, принеся своей команде ничью на 86-й минуте (2:2).